# PrimeGrid
PrimeGrid est un projet de calcul distribué pour la recherche de nombres premiers. Il utilise la plateforme Berkeley Open Infrastructure for Network Computing (BOINC). Fin novembre 2011, il y a 8 182 participants actifs environ (pour 16 928 ordinateurs actifs) provenant de 116 pays offrant une puissance de calcul totale de 1,2 petaflops (1,2×1015 opérations par seconde).

## Histoire
Le projet PrimeGrid démarra en juin 2005 sous le nom message@home et tentait de déchiffrer des fragments de texte cryptés avec l'algorithme MD5. Message@home était un test pour transférer le planificateur Boinc vers Perl pour obtenir une plus grande portabilité. Après quelque temps, le projet participa au challenge RSA dont le but était la factorisation du nombre RSA-640. Après le succès de la factorisation du nombre RSA-640 par une équipe concurrente en novembre 2005, le projet s'attaqua au nombre RSA-768. À cause d'une trop faible chance de réussite, le projet décida de quitter le challenge RSA. Il fut renommé PrimeGrid et débuta le sous-projet Primegen dont l'objectif fut la création d'une liste exhaustive de tous les nombres premiers jusqu'à 210 000 000 000. Cette limite fut atteinte en février 2008 et Primegen fut arrêté.
En juin 2006, une discussion démarra avec les responsables du projet Riesel Sieve pour transférer ce projet sur Boinc. PrimeGrid offrit le support PerlBoinc et Riesel Sieve réussit avec succès l'implantation des applications de criblage et de test de primalité (LLR (en)). Avec la collaboration de Riesel Sieve, PrimeGrid fut en mesure d'implanter l'application LLR en partenariat avec un autre projet, Twin Prime Search, dont le but était la recherche de nombres premiers jumeaux. En novembre 2006, l'application LLR du projet Twin Prime Search fut officiellement distribué par PrimeGrid.
L'été 2007 fut très active puisque la recherche des nombres premiers de Cullen et de Woodall fut lancée. Au cours de l'automne, de nouveaux sous-projets de recherche de nombres premiers furent ajoutés grâce au rapprochement avec les projets Prime Sierpinski Problem et 3*2^n-1 Search. Deux programmes de criblage furent également ajoutés : Prime Sierpinski Problem sieve incluant (Seventeen or Bust sieve) et Cullen/Woodall sieve.
Depuis septembre 2008, PrimeGrid accueille un autre sous-projet dont le but est la recherche de nombre premier de Proth, Proth Prime Search (PPS).
PrimeGrid aide également à la recherche de nombres premiers de Sophie Germain (sous-projet Sophie Germain Prime Search) depuis août 2009.
En janvier 2010, le sous-projet Seventeen or Bust a été ajouté à la liste des projets de PrimeGrid. Les premiers calculs pour le sous-projet Riesel problem ont suivi en mars 2010.

## Evolution desmétriques
Fin novembre 2011, il y a 8 182 participants actifs (pour 16 928 ordinateurs actifs) provenant de 116 pays offrant une puissance de calcul totale de 1,2 petaflops (1,2×1015 opérations par seconde).
En mars 2017, il y a 151 968 participants actifs (pour 156 981 ordinateurs actifs) offrant une puissance de calcul totale de 1,7 petaflops.

## Projets
À la date du 22 juillet 2011, PrimeGrid travaille ou a travaillé sur les projets suivants :
| Projet                                                             | Criblage actif ?                | Début            | Fin             | Meilleur résultat                                                                  |
| ------------------------------------------------------------------ | ------------------------------- | ---------------- | --------------- | ---------------------------------------------------------------------------------- |
| 321 Prime Search (nombres premiers de la forme 3×2n±1)             | Non (arrêté le 22 avril 2011)   | 30 juin 2008     | En cours        | 3 × 2 7033641+1                                                                    |
| AP26 Search (progression arithmétique (en) de 26 nombres premiers) | N/A                             | 27 décembre 2008 | 12 avril 2010   | 43 142 746 595 714 191 + 23 681 770 × 23#×n, n = 0…25 (AP26)                       |
| Cullen Prime Search                                                | Oui (avec Woodall Prime Search) | Août 2007        | En cours        | 6 679 881 × 2 6679881+1, plus grand nombre premier de Cullen connu                 |
| Message7                                                           | Non                             | 12 juin 2005     | Août 2005       | Succès du test de PerlBOINC                                                        |
| Prime Sierpinski Problem                                           | Non (arrêté)                    | 10 juillet 2008  | En cours        | N/A                                                                                |
| PrimeGen                                                           | Non                             | Mars 2006        | Février 2008    |                                                                                    |
| Proth Prime Search                                                 | Oui                             | 29 février 2008  | En cours        | 9 × 2 2543551+1, divise F2543548 (plus grand diviseur connu d'un nombre de Fermat) |
| Riesel Problem                                                     | Oui                             | Mars 2010        | En cours        | 353 159 × 2 4331116-1                                                              |
| RSA640                                                             | Non                             | Août 2005        | Novembre 2005   | N/A                                                                                |
| RSA768                                                             | Non                             | Novembre 2005    | Mars 2006       | N/A                                                                                |
| Seventeen or Bust                                                  | Non (arrêté)                    | 31 janvier 2010  | En cours        | N/A                                                                                |
| Sophie Germain Prime Search                                        | Non                             | 16 août 2009     | En cours        | N/A                                                                                |
| Twin Prime Search                                                  | Non                             | 26 novembre 2006 | 25 juillet 2009 | 65 516 468 355 × 2 333333±1, plus grands nombres premiers jumeaux connus           |
| Woodall Prime Search                                               | Oui (avec Cullen Prime Search)  | Juillet 2007     | En cours        | 3 752 948 × 2 3752948-1, plus grand nombre premier de Woodall connu                |